# أليمينا
أليمينا (بالإيطالية: Alimena)‏ هي بلدية في مقاطعة باليرمو في صقلية الإيطالية.

## السكان
في سنة 1861 بلغ عدد السكان 4٬651 نسمة، وتطور العدد ليصل في سنة 2011 لـ 2٬152 نسمة.
يظهر هذا المخطط البياني تطور النمو السكاني لـ أليمينا